# Stemonoporus laevifolius
Espèce
Statut de conservation UICN

 EN A1c, B1+2c : En danger
Stemonoporus laevifolius est une espèce de plantes du genre Stemonoporus de la famille des Dipterocarpaceae.